# Британские Виргинские Острова на летних Олимпийских играх 1996
Британские Виргинские острова принимали участие в Летних Олимпийских играх 1996 года в Атланте (США) в четвёртый раз за свою историю, но не завоевали ни одной медали.